# Burgen (Mosel)
Burgen (Mosel) este o comună din landul Renania-Palatinat, Germania, situată la râul Mosela (în germană: Mosel).
1. ↑  Alle politisch selbständigen Gemeinden mit ausgewählten Merkmalen am 31.12.2018 (4. Quartal) (în germană), Statistisches Bundesamt[*], arhivat din original la 10 martie 2019, accesat în 10 martie 2019